# Birte Weiß
Birte Weiß (* 5. Juni 1971) ist eine ehemalige deutsche Fußballnationalspielerin.

## Karriere

### Vereine
Die aus Markersbach im Erzgebirge stammende Weiß spielte zunächst bei der heimischen BSG Motor Markersbach in den Nachwuchsmannschaften der Jungen. Mit vierzehn Jahren wechselte sie zur BSG Rotation Schlema, die in dieser Zeit an der Spitze des DDR-Frauenfußballs mitspielte. Sie erlernte den Beruf einer Werkzeugmacherin. Zur Saison 1990/91 wechselten die Schlemaer Fußballerinnen geschlossen zum FC Wismut Aue. Mit der Mannschaft gewann sie am 9. Juni 1991 in Hettstedt mit einem 2:1-Sieg über den SSV Turbine Potsdam den NOFV-Pokal und erreichte in der Oberliga Nordost den zweiten Platz hinter der HSG Universität Jena, der die Qualifikation zur Bundesliga-Saison 1991/92 nach sich zog. In der seinerzeit zweigleisigen Bundesliga kam sie in der Staffel Süd zum Einsatz.
Nach Wolfsburg gelangt, spielte sie dann von 1992 bis 1996 für den VfR Eintracht Wolfsburg, anschließend – aufgrund der Insolvenz des Vereins – für den WSV Wendschott, der in der drittklassigen Regionalliga Nord diese 1998 als Meister abschloss. Über die erfolgreiche Aufstiegsrunde zur Bundesliga spielte sie schließlich von 1998 bis 2001 in der mittlerweile eingleisigen Bundesliga. In ihrer letzten Saison bestritt sie 20 Punktspiele, in denen ihr ein Tor gelang; ihr letztes Bundesligaspiel bestritt sie am 10. Juni 2001 (22. Spieltag) bei der 2:4-Niederlage im Heimspiel gegen den 1. FFC Turbine Potsdam.

### Nationalmannschaft
Weiß gehörte dem Kader der DDR-Nationalmannschaft unter den zwei gleichberechtigten Trainern Dietmar Männel und Bernd Schröder an, wurde jedoch im einzigen Länderspiel der DDR gegen die CSFR nicht eingesetzt. Grund für die Nichtberücksichtigung der als größtes Talent in der späten DDR geltenden Spielerin war, dass sie sich kurz zuvor einen Kreuzbandriss zugezogen hatte.
Nach der Deutschen Wiedervereinigung kam sie zu zwei Länderspieleinsätzen für den DFB; am 9. Mai 1991 debütierte sie in der A-Nationalmannschaft, die in Aue das Testspiel gegen die Nationalmannschaft Polens mit 2:1 gewann. Sie avancierte damit zur ersten ostdeutschen Spielerin, die in der gesamtdeutschen Nationalmannschaft zum Einsatz kam. Ihren zweiten und letzten Einsatz als Nationalspielerin hatte sie am 12. März 1993 in Agia Napa – im Rahmen eines „Sechs-Länder-Turniers“, dem Vorläufer des Zypern-Cups – beim 3:0-Sieg gegen die Nationalmannschaft Frankreichs der ganze 26 Minuten betrug.

## Erfolge
- Meister Regionalliga Nord 1998
- NOFV-Pokal-Sieger 1991

## Sonstiges
Im Jahr 2016 nahm sie eine Trainerstelle beim VfL Westercelle an, um Kindern das Fußballspielen zu vermitteln.